# Кубат, Гуго
Гуго Кубат (чеш. Hugo Kubát; 1 декабря 1873, Кладно, Австро-Венгрия  — 12 февраля 1932, Прага ) — чехословацкий и чешский политический и государственный деятель, государственный служащий, региональный президент Чехии (в составе Чехословакии) (1 декабря 1928—12 февраля 1932).

## Биография
Сын учителя. Изучал право в Карловом университете. С 1889 г. работал в Чешском наместничестве в Праге, затем окружным губернатором в Пельгржимове и Каменице-над-Липой . В 1916 году стал членом президиума чешского губернаторства в Праге. 
После образования первой Чехословацкой республики работал чиновником Министерства внутренних дел, с 1920 года — главой его Президиума. 
В 1926 году был назначен президентом областного политуправления Богемии, с 1928 по 1932 год занимал пост регионального президента Чехии (в составе Чехословакии)
Скончался на посту земельного президента.